# Max Matissek
Max Matissek (* 9. Oktober 1987 in Wien) ist ein österreichischer Freestyle-Windsurfer und Fotograf.

## Biographie
Matissek ist am Neusiedlersee aufgewachsen und wohnt abwechselnd im Neusiedler Bezirk, Wien und Hamburg. Er fährt als einer der wenigen aus einem Binnenland stammenden Windsurfer bei der PWA Worldtour mit und ist der einzige Österreicher der an allen Stationen der Worldtour 2012, 2013, 2014, 2015 und 2016 in der Disziplin Freestyle teilgenommen hat. Stand 2017 war er bereits mehrfacher österreichischer Meister in den Disziplinen Freestyle und Tow-In. Seine beste internationale Platzierung bei einem Bewerb war der 4. Platz beim PWA Indoor Freestyle World Cup in Warschau 2014. 2013 war er Teil einer Werbekampagne der Generali Gruppe Österreich. Neben dem Windsurfen beschäftigt er sich mit der Malerei und setzt Filmprojekte um. Sein wahrscheinlich bekanntestes Werk True Wind wurde in Zusammenarbeit mit Wien Kanal (MA30) und dem Wohnpark Alterlaa realisiert. Ein Teil des Filmprojektes mit dem Namen Under the Streets of Vienna wurde in einem unterirdischen Regenwasserspeicher der Stadt Wien gedreht. Beim zweiten Teil, On Top of Vienna, war der Drehort ein Dachpool auf einem Wohnblock des genannten Wohnparkes Alterlaa. Auf Basis dieser Projekte, der langjährigen fotografischen Begleitung von Windsurf-Reisen und der Zusammenarbeit mit namhaften Künstlern wie Paul Ripke entwickelte sich Matissek zum weltweit tätigen Fotografen, wobei er zum Teil analog arbeitet. Seine Wasser- und Unterwasserbilder präsentiert er in Ausstellungen, kommerziell übernahm er Aufträge u. a. für Red Bull, Volkswagen Nutzfahrzeuge, Duotone und bis heute für Chiemsee, wo er alle visuellen Produktionen übernimmt.

## Sportliche Erfolge
- 1. Platz Austrian Freestyle Tour 2011[8]
- 1. Platz TOW-IN Freestyle – iON Air Pro Surf ÖM 2012 Podersdorf
- 1. Platz TOW-IN Freestyle – Fiat Professional Surf ÖM 2011
- 6. Platz Sigri 3Style Area Cup (EFPT/Lesbos 2012)[9]
- 6. Platz Chiemsee European Tour Championship (EFPT/Podersdorf 2012)[10]
- 3. Platz EFPT Tow In Dam7 World Cup Brouwersdam[11]
- 5. Platz EFPT TOW-IN Overall 2014[12]
- 4. Platz PWA Indoor World Championships Freestyle 2014 in Warschau (Nationalstadion)[13]
- Österreichischer Meister Freestyle 2014
- 6. Platz Chiemsee TOW IN Championships Surf World Cup Podersdorf 2015[14]
- 1. Platz Austrian Championships Podersdorf 2016
- 5. Platz EFPT  TOW IN Championships Surf World Cup Neusiedl am See 2017[15]
- 10. Platz EFPT Freestyle Tarifa[16]